# Interstate Motor Vehicle
Interstate Motor Vehicle war ein südafrikanischer Hersteller von Automobilen.

## Unternehmensgeschichte
Das Unternehmen aus Pretoria setzte ab 1980 die Produktion von Automobilen fort, die zuvor von Interstate International aus Swasiland gefertigt wurden. Der Markenname lautete weiterhin Interstate. 1985 endete die Produktion. Eine Quelle gibt im Widerspruch dazu an, dass die Produktion zuerst in Südafrika stattfand und danach in Swasiland.

## Fahrzeuge
Das einzige Modell war ein Geländewagen. Zur Wahl standen Vierzylinder-Ottomotoren von Ford, General Motors und Peugeot, Sechszylinder-Ottomotoren von Chrysler, Datsun, Ford, General Motors und Mercedes-Benz sowie Dieselmotoren von Mercedes-Benz. Unüblich war der Quereinbau der Motoren. Ein Automatikgetriebe war Standard. Die Fahrzeuge waren mit zwei verschiedenen Radständen sowie mit fünf verschiedenen Aufbauten erhältlich.